# Macromitrium emersulum
Macromitrium emersulum är en bladmossart som beskrevs av C. Müller 1896. Macromitrium emersulum ingår i släktet Macromitrium och familjen Orthotrichaceae. Inga underarter finns listade i Catalogue of Life.